# Кузнецова Світлана Анатоліївна
Кузнецова Світлана Анатоліївна (31 серпня 1976, м. Мелітополь, Україна) — доктор економічних наук, професор, проректор з навчально-методичної роботи Університету банківської справи Національного банку України, академік Академії економічних наук України, незалежний аудитор.

## Біографія
Світлана Кузнецова народилася 31 Серпня 1976 року у місті Мелітополь, Україна. Батьки - Андрейченко Анатолїй Іванович та Андрейченко Людмила Іванівна.
Закінчила Севастопольський національний технічний університет (1998), де й працювала 1999 – 2005.
Тема кандидатської дисертації "Облік і аналіз дебіторської заборгованості в умовах антикризового регулювання стану підприємства (на прикладі машинбудівних підприємств Запорізької області)". У 33 роки стала доктором економічних наук, захистившись у КНЕУ ім. Вадима Гетьмана, тема докторської дисертації "Синергія облікової інформації в управлінні суб'єктами господарювання", а у 2014 - професором. Зараз працює на посаді проректора з науково-методичної роботи Університету банківської справи Національного банку України.

## Нагороди
- Подяка МОН України як Голові Журі за організацію та проведення Всеукраїнського турніру з фінансової грамотності – 2016, Відбірковий тур у Дніпропетровській області, 2016
- Подяка Департаменту освіти і науки Дніпропетровської обласної державної адміністрації , за особисті трудові досягнення, забезпечення реалізації державної політики у сфері освіти і науки та вагомий внесок у розвиток освітньої галузі  2016
- Подяка Департаменту освіти і науки Дніпропетровської обласної державної адміністрації  за підготовку та проведення Всеукраїнського турніру з фінансової грамотності – 2016, Відбірковий тур у Дніпропетровській області, 2016
- Подяка МОН України як Члену Журі Всеукраїнського турніру з фінансової грамотності - 2015
- Подяка МОН України за керівництво дипломними роботами (дипломи ІІІ ступеня) Всеукраїнського конкурсу дипломних робіт, 2013 р.
- Подяка МОНМСУ за керівництво дипломними роботами (дипломи ІІ ступеня) Всеукраїнського конкурсу дипломних робіт, 2012 р.
- Подяка МОНМСУ за керівництво дипломними роботами (дипломи І та ІІІ ступеня) Всеукраїнського конкурсу дипломних робіт, 2011р.
- Пані Науковець, 2010 рік (Відзнака міського голови)

## Робота й освіта
- 1999-2002 - Викладач кафедри бухгалтерського обліку і аудиту, Севастопольський національний технічний університет
- 2002 - Старший викладач кафедри бухгалтерського обліку і аудиту, Севастопольський національний технічний університет
- 2003-2005 - Доцент кафедри бухгалтерського обліку і аудиту, Севастопольський національний технічний університет
- 2005-2008 - Доцент кафедри бухгалтерського обліку і аудиту, Таврійський державний агротехнологічний університет
- 2008-2009 - Заступник директора Навчально-наукового інституту економіки та бізнесу, Таврійський державний агротехнологічний університет.
- 2009-2010 - Завідувач кафедри обліку і аудиту, Таврійський державний агротехнологічний університет.
- 2010-2015 - Завідувач кафедри міжнародних фінансів та банківської справи, Керівник напряму підготовки «Фінанси і кредит» Дніпропетровський університет імені Альфреда Нобеля
- 2015-2017 - Завідувач кафедри міжнародних фінансів, обліку та оподаткування , Дніпропетровський університет імені Альфреда Нобеля
- З 2017 - Проректор з навчально-методичної роботи Університету Банківської Справи

## Міжнародна професійна активність (остання)
- 2016 Міжнародна наукова конференція «Finance – Problem-Decision», UniversityofEconomicsinKatowice, Poland
- 2016 Науковий семінар «Sustainable Finance and Accounting”, Економічний університет у Катовицях, Польща
- 2016 ACMAR-2016 (Annual Conference of Management Accounting Research), WHU, Institute of Management Accounting and Controlling Vallendar, Germany
- 2015 TARC (Trends in Accounting Research Conference), University of Lodz, Poland
- 2015 MARG – 2015 (Conference of Management Accounting Research Group), London University (London, Велика Британія)
- 2015 The global reach and effects of EU law: methodologies and constructs, Research seminar, City University London (London, Велика Британія)
- 2014 International conference “Macroeconomic stabilization and economic recovery after financial crisis”, Kings College, Cambridge University, Cambridge, UK (Кембрідж, Велика Британія)
- 2014 ACMAR-2014 (Annual Conference of Management Accounting Research), WHU, Institute of Management Accounting and ControllingVallendar, Germany (Німеччина)
- 2013 MARG – 2013 (Conference of Management Accounting Research Group), London School of Economics and Political Science, LSE (London, Велика Британія)
- 2012 Науковий фінансовий Симпозіум Адама Сміта «Asset Pricing & Corporate Finance», Оксфордський університет, Said Business School (Оксфорд, Велика Британія)
- 2012 MARG – 2012 (Conference of Management Accounting Research Group), London School of Economics and Political Science, LSE (London, Велика Британія)
- 2011 MARG – 2011, AstonUniversity (Birmingham, Велика Британія)
- 2011 MARG – 2011, London School of Economics and Political Science, LSE (London, Велика Британія)
- 2010 InternationalResearchForum, HongKongPolitechUniversity (HongKong).

## Членство в редакційних колегіях наукових фахових видань
- Член Американської фінансової асоціації (The American Finance Association)
- Член Європейської облікової асоціації (The European Accounting Association)
- Член Облікової та Фінансової Асоціації Австралії та Нової Зеландії AFAANZ (Accounting and Finance Association of Australia and New Zealand)
- Постійний член дослідницької групи з управлінського обліку MARG, London School of Economics and Political Science, LSE (London, Велика Британія)
- Член Методологічної Ради Інституту Аудиту України
- Керівник НДР:«Розвиток фінансів в умовах хаотично структурованої економіки» (номер державної реєстрації 0110U007589),«Теоретико-методологічні засади розробки та впровадження інтегрованої звітності в інноваційній системі управління підприємством» (№ державної реєстрації 0110U000203).
- 2010-2016 Член Науково-методичної комісії з економіки і підприємництва МОН України (підкомісія «Фінанси і кредит», підкомісія «Облік і аудит»)
- Universal Journal of Accounting and Finance (USA)
- Global Review of Accounting and Finance (Австралія)
- Journal of Finance and Accounting (USA)
- International Journal of Economics, Finance and Management Sciences (USA)
- Science Journal of Business and Management (USA)
- Основы економики, управления и права (Росія);
- Європейський вектор економічного розвитку (Україна);
- Економічний Нобелевський вісник(Україна);
- Академічний огляд (Україна).
- Головний редактор Universal Journal of Accounting and Finance (USA)  - Спеціальний випуск «Special Issue: Synergy of Accounting, Finance and Management in Chaotic Environment», 2014 (USA)

## Розроблені авторські спеціальні курси
- Бухгалтерський облік в управлінні підприємством (включено МОН України  до ОПП ОКР «Магістр» нормативна дисципліна спеціальність «облік і аудит» з 2014р.) (Свідоцтво про авторське право)
- Синергія інформації в бізнесі(Свідоцтво про авторське право)
- Міжнародні стандарти фінансової звітності (Свідоцтво про авторське право)
- Управлінський облік (для МВА)
- Розвиток фінансової думки (Свідоцтво про авторське право)
- Фінансове планування та прогнозування
- Фінансовий контролінг
- Міжнародні фінанси
- Корпоративні фінанси
- Банківська система
- Фінанси підприємств (Свідоцтво про авторське право)
- Фінанси
- Синергія фінансової інформації